# アンテルス (ローマ教皇)
アンテルス（Anterus, ? - 236年1月3日）は、ローマ教皇（在位：235年11月21日 - 236年1月3日）。
前任者のポンティアヌス同様、ローマ皇帝マクシミヌス・トラクスのもとで殉教したといわれているが、証左はない。死後、サンカリストゥスのカタコンベの教皇墓地に葬られ、後になって列聖された。カトリック教会の聖人である。この教皇についてはほとんど何も知られていない。